# Виланова д'Арденги
Вилано̀ва д'Ардѐнги (на италиански: Villanova d'Ardenghi, на местен диалект: Villanöva, Виланьова) е село и община в Северна Италия, провинция Павия, регион Ломбардия. Разположено е на 89 m надморска височина. Населението на общината е 786 души (към 2010 г.).